# 矢沢頼綱
矢沢 頼綱（やざわ よりつな）は、戦国時代の武将。諱は綱頼（つなより）とも。

## 生涯
真田頼昌の三男とされる。通称は源之助で、真田幸隆の弟にあたる。矢沢家は矢沢郷（現在の上田市殿城町矢沢）を支配する地侍で、真田郷に隣接する地域。しかも諏訪氏の一族として真田家とは敵対関係にあったが、頼綱がその養子になる事で敵対は解消された。
若い頃出家し、京都鞍馬寺の僧となるが、程なく郷里に戻って還俗したとされる。武田信玄に仕える兄の幸隆の下で信濃先方衆として活躍する。
一方で1541年10年（天文）5月の海野平の戦いで幸隆とともに惣領家の海野氏に与して敗北し、諏訪氏の斡旋を受けて武田信虎に従った。ただ、この頃は真田家の家臣ではなく、独立した小領主として甲斐武田家に従っていた。
1551年（天文20年）に、兄の幸隆の援助を受けて、荒砥城を攻撃して、村上氏一族の山田国政と吾妻清綱を攻め滅ぼした。
幸隆や後を継いだ甥の信綱に従い、1563年（永禄6年）9月の上野岩櫃城攻略で功を立てた。以後は真田家の吾妻郡平定で先頭に立って働き、一時期は岩櫃城代を勤めた。
1575年（天正3年）5月の長篠の戦いで信綱が亡くなると、真田家を継いだ甥の真田昌幸に従った。昌幸は甲府に詰める事が多かったため、頼綱は吾妻郡の経営や沼田領侵攻の指揮を執った。1580年（天正8年）5月に沼田城攻略に成功し、その功績により沼田城代に任命された。この頃には「頼綱」と改名しており、武田勝頼の偏諱である可能性が指摘されている。
長篠合戦直前の3月に菩提所である矢沢の良泉寺に郷内の土地・10貫文を寄進している（『良泉寺文書』）。
1582年（天正10年）3月に織田信長の武田征伐で武田家が滅亡すると、独立勢力となった真田家の重臣となり、昌幸から頼綱に宛てて指令を出した書状も数通確認されている。1583年6月17日には沼田領として200貫文を与えられている。頼綱は後北条氏との最前線で働き、1585年（天正13年）3月14日付で沼田城在番の功労として海野領で1,000貫文を宛がわれている。同年の上田合戦では徳川家康に呼応した北条氏直の叔父・氏邦の沼田侵攻を受けるが撃退している。
1585年の書状から嫡子・矢沢頼康と連署しており、これ以後は頼綱の活動がほとんど確認されていないため、この頃に代替わりが行なわれていたと見られている。
以後、矢沢家は真田家臣団の中で最高位にあり、子孫も明治時代に至るまで藩の筆頭家老格を維持し、知行高も2,000石を数え、同心40人を預かる大身として存続した。
1597年（慶長2年）5月7日に死去。享年80。
真田氏は武田氏時代から領内の検地を行っており、小県郡における検地帳として『小県郡御図帳』がある。『小県郡御図帳』の祖本に『真田氏給人地検地帳』があり、内容から1578年から1579年（天正7年）の成立と推定されている。ただし、『給人地検地帳』の伝本は江戸時代後期の写本であると考えられている。『給人地検地帳』には一丁ごとに「頼綱」黒印が捺されており、これは矢沢頼綱の実名印とも考えられているが、真田氏が元和8年に松代藩へ転封された以降である江戸後期の写本に「頼綱」の実名印が捺された事情や必要性については問題点が指摘される。また、竪帳における黒印の捺され方は丁の綴じ目に捺すのが通例であるのに対し、『給人地検地帳』における「頼綱」黒印の捺され方は片方の丁を半分程度に折りたたんで反対側の丁に載せた上で押捺されており、類例が見られない点が指摘されている。

## 登場する作品
- 『真田太平記』（1985年 - 1986年、NHK、演：加藤嘉）
- 『真田丸』（2016年、NHK大河ドラマ、演：綾田俊樹）